# Golfo Choiseul
Il Golfo Choiseul (in francese:  golfe Choiseul e talvolta, impropriamente, chiamato golfe de Choiseul o baie de Choiseul)  è un golfo, situato nel nord dell'arcipelago delle Isole Kerguelen, parte delle Terre Australi e Antartiche Francesi, nell'Oceano Indiano. 

## Geografia
Posizionato a nord dell'isola di Grande Terre, è delimitato a ovest dalla penisola Loranchet, a sud dal promontorio de la Société de géographie (parte di Grande Terre), a oriente dall'île Foch e a nord-est dall'île Mac Murdo dall'île Howe. Accoglie, al suo centro, l'île Saint-Lanne Gramont ed è caratterizzato da diverse insenature (descritte in senso anti-orario) :
- Baie du Brise-Lames
- Baie Blanche (che comprende la Baie du Centre)
- Baie Laissez-Porter
- Baie du Français
- Baie de Londres
- Baie de la Grande Gueule

## Toponimo
Il nome gli venne imposto nel 1782 da Yves Joseph de Kerguelen-Trémarec, in onore del duca e segretario di Stato di Luigi XV di Francia Étienne François de Choiseul.